# François Lardinois
Jean-François Lardinois (Ensival, 15 maart 1794 - Verviers, 1 november 1855) was lid van het Belgisch Nationaal Congres, industrieel en volksvertegenwoordiger.

## Levensloop
Zonder veel studies, gelet op de revolutietijd, was Lardinois, toen hij achttien jaar was, al de voornaamste bediende in de vestiging van Ensival van de firma Ternaux. Deze firma trok zich uit Ensival terug en Lardinois zette de zaken voor eigen rekening verder.
Hij mengde zich ook in het politieke debat, onder meer als redacteur van de Journal de Verviers, waarmee hij oppositie voerde tegen het Hollands bewind.
Toen de revolutie zich in 1830 aankondigde, werd hij in Verviers lid en secretaris van de Veiligheidscommissie. Hij trok begin oktober naar Brussel en bekwam van het 'Voorlopig Bewind' een decreet waarbij de plaatselijke kiezers hun gemeentebestuur mochten kiezen. Hij werd kort daarop tot arrondissementscommissaris voor Verviers benoemd.
Lardinois werd door de kiezers van het arrondissement naar het Nationaal Congres gestuurd. Hij was er een van de dertien leden die voor de republiek kozen, tegen de monarchie. Hij legde zich bij de meerderheidsstemmen neer. Hij stemde voor de onafhankelijkheidsverklaring, voor de eeuwigdurende uitsluiting van de Nassaus, voor de hertog van Nemours maar tegen de vereniging van België bij Frankrijk, voor Surlet de Chokier als regent, tegen het tweekamerstelsel, tegen Leopold van Saksen Coburg en tegen het Verdrag der XVIII artikelen.
Van 1831 tot 1839 was Lardinois volksvertegenwoordiger en verdedigde hij in de Kamer vooral de belangen van zijn arrondissement. Hij was onder meer de hevige verdediger van de lakennijverheid, onder meer in discussies over handelsverdragen en douanetarieven.
Hij kon in 1834 in een wet over de spoorwegen doen inschrijven dat de lijn naar Duitsland over Verviers zou lopen. Toen later bleek dat de aanlegkosten in de Vesdervallei zeer groot zouden zijn en men op andere plannen wilde overstappen, waren het zijn tussenkomsten die dit beletten.
Hij bekwam ook dat de Vervierse lakenindustrie mee de uniformen voor het Belgisch Leger mocht leveren.
Lardinois behoorde tot de liberale groep in de Kamer. Hij bleef arrondissementscommissaris tot in 1847. In 1853 werd hij blind.